# Musica da tavola

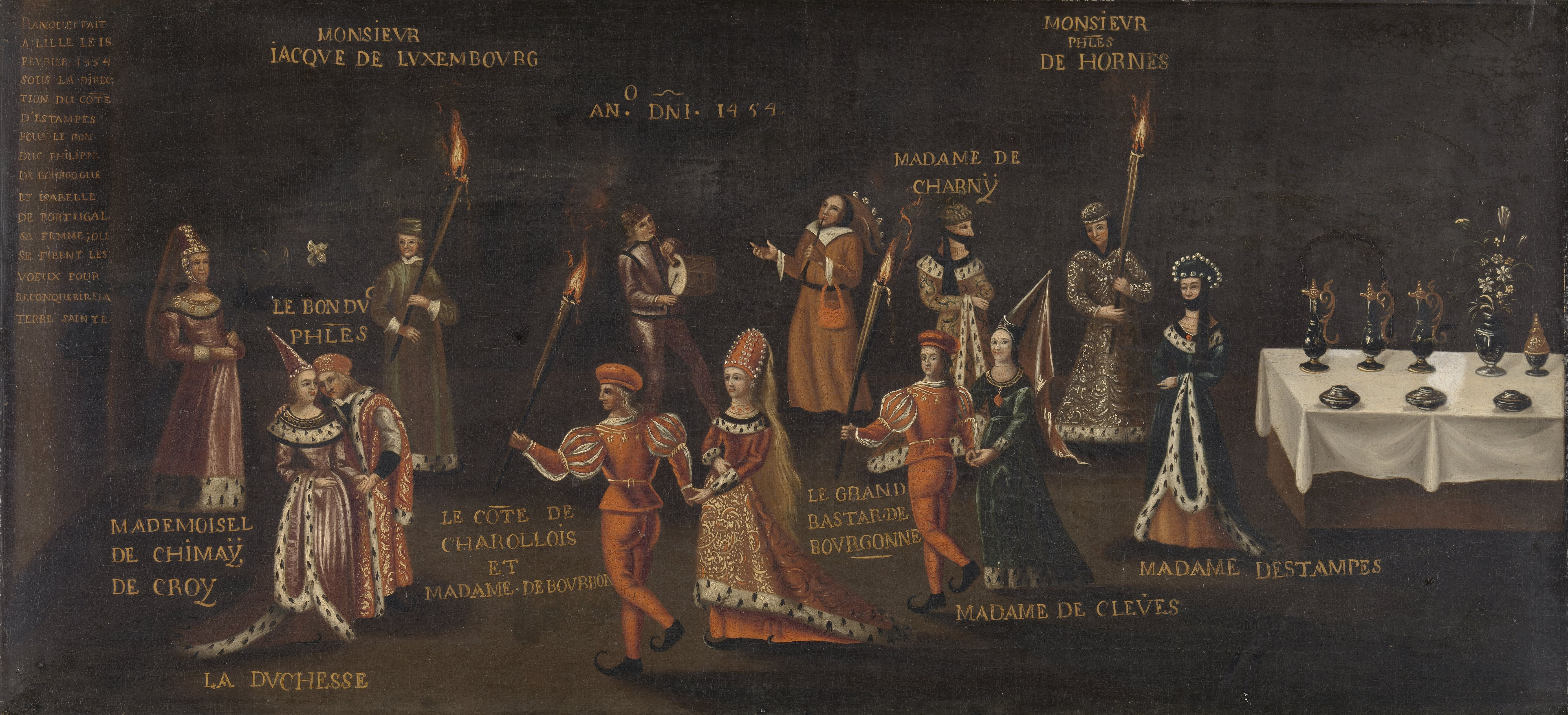
Immagine di un banchetto conservato al Rijksmuseum di Amsterdam.

L'espressione musica da tavola - più nota nella versione tedesca (Tafelmusik) e in quella francese (musique de table) - designa, soprattutto tra i secoli XVI e XVII, il variegato repertorio di musiche espressamente composte per essere eseguite durante il banchetto, vuoi come sottofondo vuoi negli intervalli tra i servizi (entremets) o in occasione di eventi all'aperto.
L'uso di accompagnare banchetti e simposi con musiche è attestato fin dai tempi degli Egizi, degli Ebrei, dei Greci e dei Romani. La tradizione, che perdura nel corso del Medioevo, si rinvigorisce a partire dal XV secolo. Nei conviti solenni, a cominciare dai pranzi di nozze, la presenza di cantori e musici è abituale e quasi d'obbligo; altrettanto accade nei banchetti ufficiali delle corti e delle magistrature municipali: al liutista e all'arpista del Concerto Palatino di Bologna, ad esempio, è assegnato «il compito di deliziare, con delicate danze strumentali, le orecchie degli illustri commensali durante il pranzo e la cena» (Osvaldo Gambassi); nei pranzi domenicali e nelle occasioni speciali si aggiungono a questi i «trombetti», i «corni» e i «piffari».
È soprattutto nei secoli XVII e XVIII, in Germania e in Francia, che la musica da tavola seduce i compositori e si caratterizza come vero e proprio genere, la cui forma canonica è quella della suite di danze. Di musiche da tavola ne scrivono Johann Hermann Schein (Banchetto musicale, 1617), Andreas Hammerschmidt e Heinrich Ignaz Franz von Biber in Germania; Giovan Battista Lulli e Michel-Richard de Lalande in Francia. Ben nota è la Tafelmusik di Georg Philipp Telemann (o Musique de Table, 1733), che si struttura in un'ouverture, un quartetto, un concerto, un trio, un brano solistico e un finale nella medesima tonalità. Michael Praetorius nel suo Syntagma musicum del 1619 parla di questo genere musicale.
Anche Beethoven compose musica da tavola (vedi l'ottetto per fiati op. 103 del 1792, composto per allietare la mensa dell'Elettore di Bonn) e, in tempi più recenti, Paul Hindemith, Gerhard Maasz e Jeno Takács. Riconducibili alla musica da tavola sono le brevi composizioni per piano di Gioachino Rossini (famoso per altro anche come gastronomo) intitolate ad antipasti e dessert, sole infrazioni alla decisione presa nel 1829 di non scrivere più musica. Tuttavia dal XVIII il termine Tafelmusik fu sostituito da  divertimento.